# Kresna
Kresna é um município da Bulgária localizado na província de Blagoevgrad.
Possui 5 371 habitantes (1/2/2011).

## População
Evolução da população da cidade de Kresna, sede do município:
| Kresna | Kresna | Kresna | Kresna | Kresna | Kresna | Kresna | Kresna | Kresna | Kresna | Kresna | Kresna | Kresna | Kresna | Kresna | Kresna | Kresna | Kresna | Kresna | Kresna |
| --- | ------ | ------ | ------ | ------ | ------ | ------ | ------ | ------ | ------ | ------ | ------ | ------ | ------ | ------ | ------ | ------ | ------ | ------ | ------ |
| Ano | 1887   | 1910   | 1934   | 1946   | 1956   | 1965   | 1975   | 1985   | 1992   | 2001   | 2002   | 2003   | 2004   | 2005   | 2006   | 2007   | 2008   | 2009   | 2010   |
| População |        |        |        |        |        |        |        | 4 056  | 4 116  | 3 849  | 3 768  | 3 681  | 3 654  | 3 663  | 3 613  | 3 571  | 3 537  | 3 526  | 3 485  |
| Fontes: Instituto Nacional de Estatísticas, „citypopulation.de“, „pop-stat.mashke.org“, Bulgarian Academy of Sciences |        |        |        |        |        |        |        |        |        |        |        |        |        |        |        |        |        |        |        |